# Pomorzanie

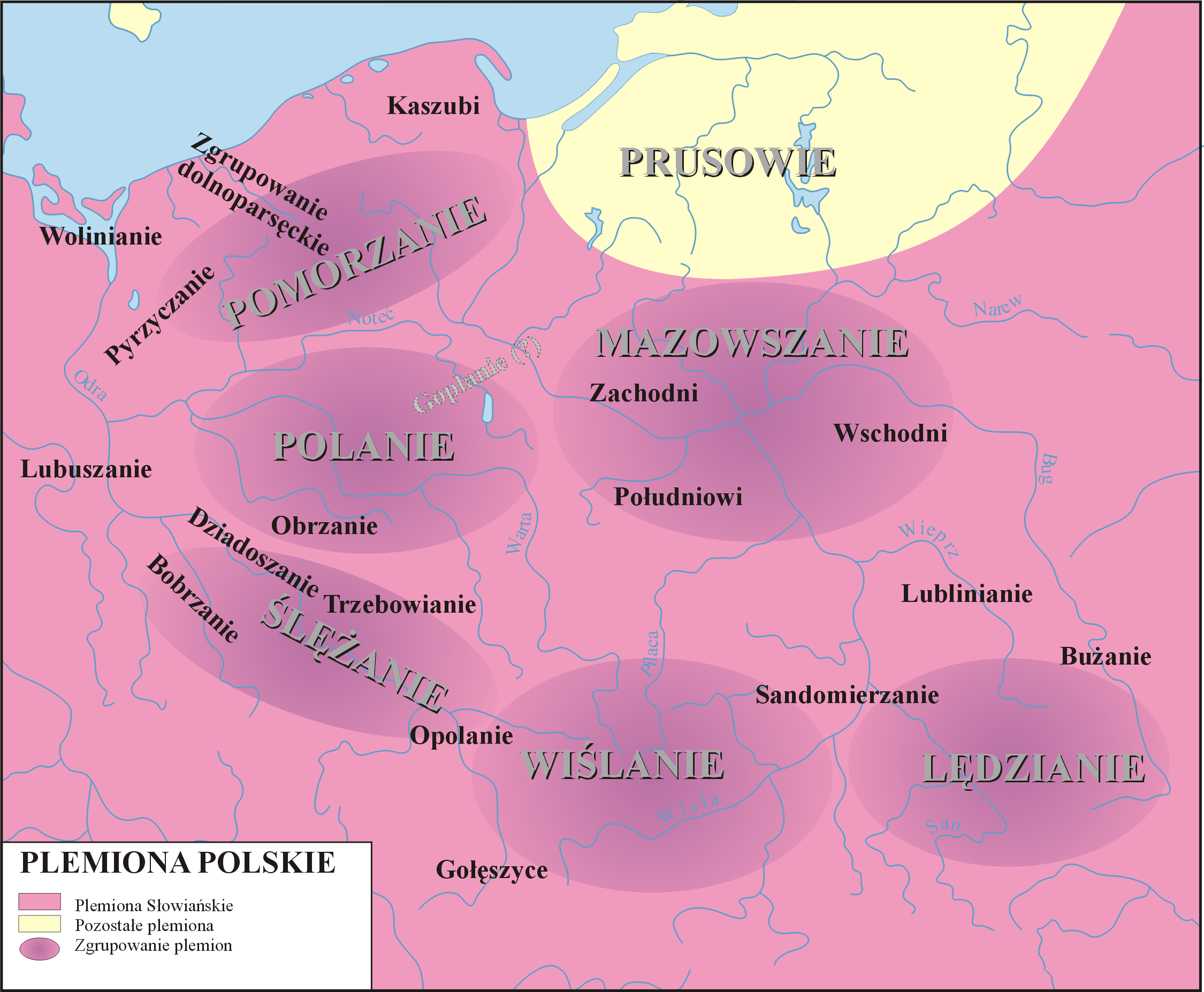
Terytorium na którym zamieszkiwali Pomorzanie

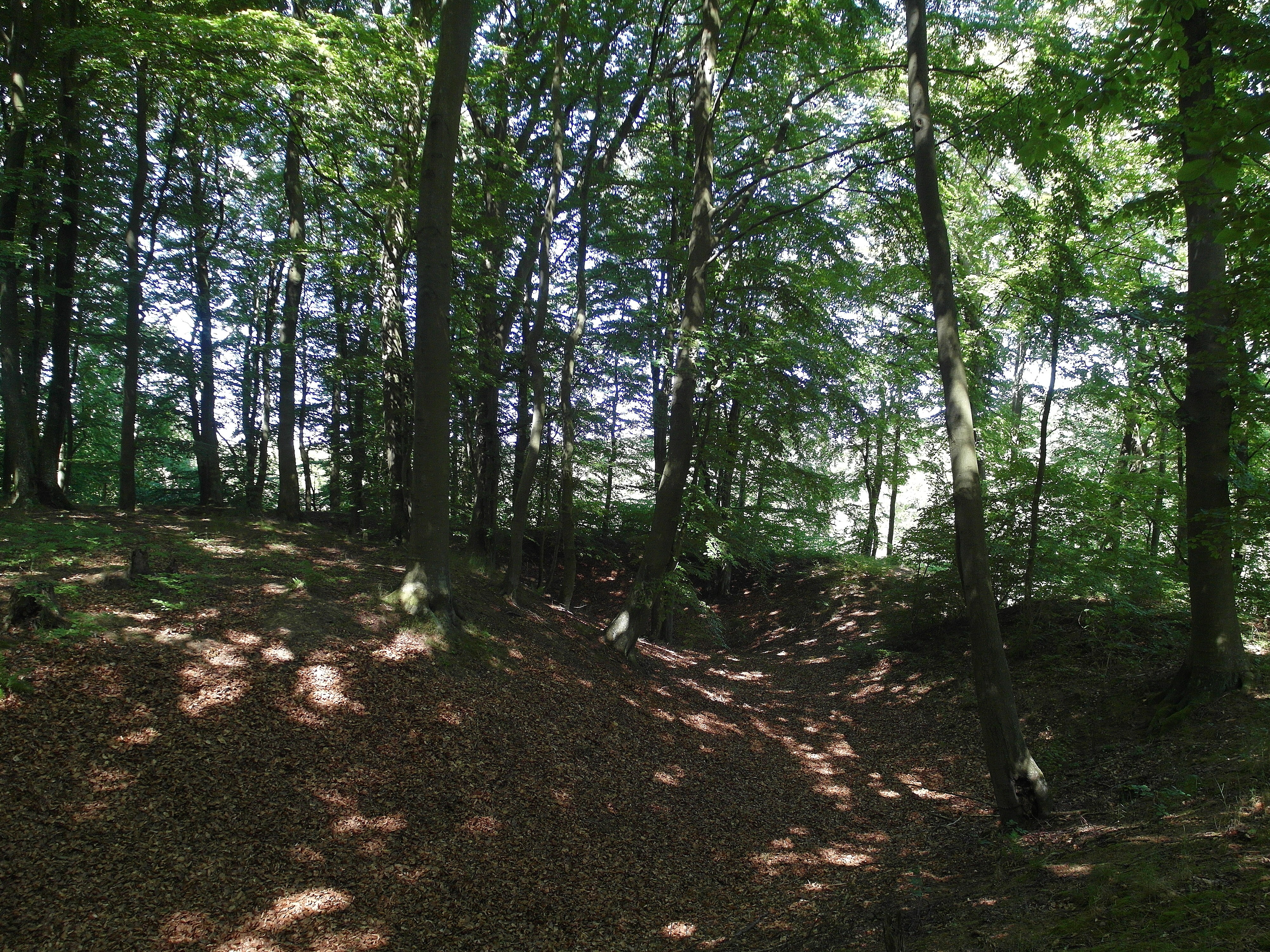
Grodzisko słowiańskie w Gaci Leśniej z VIII-X wieku n.e.

Pomorzanie – wielkie plemię słowiańskie, z grupy plemion lechickich zasiedlające południowy brzeg Bałtyku. W skład wielkiego plemienia Pomorzan wchodzili między innymi: Kaszubi, Pyrzyczanie, Wolinianie i Słowińcy. Główne grody to: Szczecin, Wolin, Kołobrzeg, Białogard, Nakło, Pyrzyce, Stargard, Gdańsk, Starogard Gdański, Tczew. 
Od dawnych Pomorzan wywodzą się współcześni Kaszubi.
W dużej części opracowań Pomorzanie są zaliczani do tzw. plemion polskich obok Polan, Wiślan, Mazowszan i Ślężan.
Od zachodu z czasem wypierani i pochłaniani przez ekspansję niemiecką.